# Cybianthus montanus
Cybianthus montanus är en viveväxtart som först beskrevs av Cyrus Longworth Lundell, och fick sitt nu gällande namn av G. Agostini. Cybianthus montanus ingår i släktet Cybianthus, och familjen viveväxter. Inga underarter finns listade i Catalogue of Life.